# Яблоков, Андрей Поликарпович
Андрей Поликарпович Яблоков (1854 — 31 марта 1933) — духовный писатель, протоиерей в Казани.

## Биография
Родился в 1855 году селе Прудки Касимовского уезда Рязанской губернии в семье сельского священника.
В 1876 году окончил Рязанскую духовную семинарию. Поступил в Казанскую духовную академию, которую окончил в 1880 году со степенью кандидата богословия (курс XXI). Был женат на дочери ключаря собора Петра Диомидовича Миловидова — Елизавете. В их семье родилось четверо детей: Пётр, Павла, Василий и Андрей.
В 1880—1881 годы — исполняющий должность секретаря при Казанском архиепископе. В 1881—1892 годы помощник смотрителя в Казанском духовном училище. С мая 1892 года — преподаватель греческого языка в Казанском духовном училище. С июля 1892 года — священник и ключарь кафедрального собора в Казани. Был руководителем казанского частного миссионерского приюта, где читал лекции по обличению ислама студентам академии и воспитанникам старших классов местной духовной семинарии. Являлся членом Комитета «Казанского Общества Трезвости».
В сентябре 1918 года ушёл из города с белогвардейцами, доехал до Омска. Вернулся в Казань зимой 1919 года и уже ко дню Пасхи был удостоен награждения — митры. Служил в кладбищенском храме. Одно время жил в бараке на Арском кладбище. Скончался 31 марта 1933 года. По всей видимости, погребён к востоку от церкви.

## Главные труды
- О происхождении чина присоединения мухаммедан к православной христианской вере. — Казань : тип. Имп. Ун-та, 1881. — 36 с.
- О почитании святых в исламе : Критич. очерк А. Яблокова, чит. в частном Казан. миссионер. приюте в день осьмой его годовщины 6 нояб. 1883 г. в присутствии его высокопреосвященства Палладия архиеп. Казанского. — Казань : тип. Имп. Ун-та, 1884. — 73 с.
- О сущности и характере мухаммеданского богослужения сравнительно с христианским богослужением // Православный собеседник. 1887. — Ч. 1. — С. 81-103
- Наречие и хиротония во епископа Чебоксарского архимандрита Митрофана. — Казань : типо-лит. Имп. Ун-та, 1906. — 12 с
- Первоклассный мужской Успенско-Богородицкий монастырь в городе Свияжске Казанской губернии. — Казань : типо-лит. Ун-та, 1906 (обл. 1907). — 176, IV с.,
- Город Свияжск Казанской губернии и его святыни : Ист.-археол. очерк, чит. в заседании членов Церк. ист.-археол. о-ва Казан. епархии. — Казань : типо-лит. Ун-та, 1907. — [2], 212, XLVI с.
- Кафедральный благовещенский собор в г. Казани. — Казань : Братство во имя пресвятыя богородицы при Казан. каф. соборе, 1909. — 4
- Из административной деятельности высокопреосвященного Филарета, митрополита Киевского, во время святительствования его в Казани : [Его резолюции и предписания] : Чит. в Заседании церк. ист.-археол. о-ва Казан. епархии 21 дек. 1907 г. в день пятидесятилетия по кончине высокопреосвящ. Филарета / [Соч.] Прот. А. Яблокова. — Казань : типо-лит. Имп. Ун-та, 1908. — 32 с.
- Список с писцовой и межевой книги города Свияжска и уезда, письма и межевания Никиты Васильевича Борисова и Димитрия Андреевича Кикина (1565—1567 г.) / [С предисл. прот. Андрея Яблокова]. — Казань : Церк. ист. археол. о-во Казан. епархии, 1909. — XIII, 143 с.
- О передаче Кремлёвской Спасской церкви и других церквей города Казани из Епархиального в Военное ведомство : [Ист. очерк, долож. общ. собр. членов Церк. ист.-археол. о-ва Казан. епархии 16 марта 1911 г.] / Прот. А. П. Яблоков. — Казань : Центр. тип., 1911. — 31 с.